# 大西洋城麗思卡爾頓酒店
大西洋城麗思卡爾頓酒店（英語：Ritz-Carlton Atlantic City）起初是一間在新澤西州大西洋城海濱大道上的酒店，建於咆哮的二十年代初期，以豪華的裝飾和著名的客人而出名的。它在1969年開始被用作為公寓式酒店，然後在1978年被購買來想要發展成為一間酒店/賭場。該建築物於1982年改建為麗思公寓（The Ritz Condominiums）。

## 歷史
在1937年的大蕭條期間，業主拖欠抵押，麗思卡爾頓酒店在破產的情況下被整頓。這間酒店在第二次世界大戰期間被當作軍人訓練的軍營和休養的地方之一。
戰爭之後，它在1940年代被賣到Schine酒店，然後在1959年被賣到喜來登酒店，變成喜來登麗思卡爾頓酒店。麗思酒店於1969年6月改建為公寓式酒店。1978年，一個投資集團購買了這棟建築物，將其改建為酒店和賭場。然而，與公職人員受賄醜聞調查相關的不利宣傳結束了這個計劃。參議員哈里森·A·威廉斯告訴一位臥底聯邦調查局探員，他經由讓他們翻新現有的房地產來可以幫助投資者節省3000萬美元，而不是建立一個新的房地產。威廉斯的妻子是該項目的主要投資者Hardwicke公司的受僱顧問和股東，而威廉斯預計將獲得100萬美元的賞金來幫助安排融資該項目。威廉斯後來因為不相關的指控而被判罪。
1982年，大約花費了2500萬美元，將其改建為322間住所和6間商務套房，其中一些是正式住所，而另外一些是度假屋。與此同時，新成立的麗思卡爾頓酒店管理集團付錢給該大樓的業主放棄使用麗思卡爾頓的名字，以避免與他們的酒店混淆。從那時起，這座大樓就成為了麗思公寓。

### 努基·湯普森與《酒私風雲》
在HBO原創電視劇《酒私風雲》中，大西洋縣的財務主管努基·湯普森佔用了基於馬爾博羅-布倫海姆酒店的虛構版本的麗思卡爾頓酒店第8樓全層，這也是位於海濱大道上。基於這個角色的真正人物努基·強森，在禁酒令和大蕭條期間控制著大西洋城，佔用了套房來進行他的日常業務，直到在1941年因逃稅罪名被逮捕。他於1929年在麗思酒店和大使酒店主持了歷史性的有組織犯罪首腦會議，「大西洋城會議」。為了響應電視劇的受歡迎程度，組織了參觀該大樓的活動。酒店的前服務生詹姆斯·H·博伊德自1920年代以來就是強森的最高執行者，也是《酒私風雲》角色吉米·達摩狄的靈感來源。

### 歷史地位
2011年2月，新澤西州的州份歷史保護處（State Historic Preservation Office）授予該建築物一張「合資格證明書」，獲取資格列入州份和聯邦史蹟名錄。

## 著名事件、客人和表演者
1922年1月，總統沃倫·G·哈定使用早期的無線電話向客人說話。同一年，麗思卡爾頓公司在大西洋城和紐約市的酒店之間提供機票。
著名客人包括表演者埃迪·康托爾、蘇菲·塔克和勞倫斯·蒂貝特；作家布魯斯·巴頓；美國總統卡爾文·柯立芝、沃倫·G·哈定和赫伯特·胡佛；1920年代至30年代紐約市市長吉米·沃克；黑幫艾爾·卡彭和查理·盧西安諾。
在全盛時期，酒店的表演名人中有保羅·懷特曼、冰·哥羅士比、瑞德·尼可斯和米爾頓·伯利。

## 外部連結
- Ritz Condominium Association  （页面存档备份，存于）